# Општина Тлахомулко де Зуњига (Халиско)
Тлахомулко де Зуњига (шп. Tlajomulco de Zúñiga) општина је у Мексику у савезној држави Халиско. Општина се налази на надморској висини од 1585 м.

## Становништво
Према подацима из 2010. у општини је живело 416626 становника.

### Хронологија
| Година       | 2000                   | 2005                     | 2010                     |
| ------------ | ---------------------- | ------------------------ | ------------------------ |
| Становништво | 123619 (61346 / 62273) | 220630 (109677 / 110953) | 416626 (206958 / 209668) |

### Попис
| \| \| м \| \| \| ж \| \| 0—2 \| 15.065 \| \| \| 14.623 \| \| 3—5 \| 16.682 \| \| \| 15.883 \| \| 6—11 \| 30.613 \| \| \| 29.585 \| \| 12—14 \| 12.231 \| \| \| 11.839 \| \| 15—17 \| 11.060 \| \| \| 10.761 \| \| 18—24 \| 21.535 \| \| \| 23.510 \| \| 60+ \| 8.060 \| \| \| 8.643 \| \| Просек : \| 26,4 \| \| \| 27,0 \| |        |  |  |        |
| |        |  |  |        |
| | м      |  |  | ж      |
| 0—2 | 15.065 |  |  | 14.623 |
| 3—5 | 16.682 |  |  | 15.883 |
| 6—11 | 30.613 |  |  | 29.585 |
| 12—14 | 12.231 |  |  | 11.839 |
| 15—17 | 11.060 |  |  | 10.761 |
| 18—24 | 21.535 |  |  | 23.510 |
| 60+ | 8.060  |  |  | 8.643  |
| Просек : | 26,4   |  |  | 27,0   |

| #   | Индикатор                                                                                        | Вредност |
| --- | ------------------------------------------------------------------------------------------------ | -------- |
| 1   | Становништво од 0 до 2 године                                                                    | 29688    |
| 2   | Мушко становништво од 0 до 2 године                                                              | 15065    |
| 3   | Женско становништво од 0 до 2 године                                                             | 14623    |
| 4   | Становништво са 3 и више година                                                                  | 374357   |
| 5   | Мушко становништво са 3 и више година                                                            | 185601   |
| 6   | Женско становништво са 3 и више година                                                           | 188756   |
| 7   | Становништво са 5 и више година                                                                  | 352469   |
| 8   | Мушко становништво са 5 и више година                                                            | 174345   |
| 9   | Женско становништво са 5 и више година                                                           | 178124   |
| 10  | Становништво са 12 и више година                                                                 | 281594   |
| 11  | Мушко становништво са 12 и више година                                                           | 138306   |
| 12  | Женско становништво са 12 и више година                                                          | 143288   |
| 13  | Становништво са 15 и више година                                                                 | 257524   |
| 14  | Мушко становништво са 15 и више година                                                           | 126075   |
| 15  | Женско становништво са 15 и више година                                                          | 131449   |
| 16  | Становништво са 18 и више година                                                                 | 235703   |
| 17  | Мушко становништво са 18 и више година                                                           | 115015   |
| 18  | Женско становништво са 18 и више година                                                          | 120688   |
| 19  | Становништво од 3 до 5 година                                                                    | 32565    |
| 20  | Мушко становништво од 3 до 5 година                                                              | 16682    |
| 21  | Женско становништво од 3 до 5 година                                                             | 15883    |
| 22  | Становништво од 6 до 11 година                                                                   | 60198    |
| 23  | Мушко становништво од 6 до 11 година                                                             | 30613    |
| 24  | Женско становништво од 6 до 11 година                                                            | 29585    |
| 25  | Становништво од 8 до 14 година                                                                   | 63178    |
| 26  | Мушко становништво од 8 до 14 година                                                             | 32048    |
| 27  | Женско становништво од 8 до 14 година                                                            | 31130    |
| 28  | Становништво од 12 до 14 година                                                                  | 24070    |
| 29  | Мушко становништво од 12 до 14 година                                                            | 12231    |
| 30  | Женско становништво од 12 до 14 година                                                           | 11839    |
| 31  | Становништво од 15 до 17 година                                                                  | 21821    |
| 32  | Мушко становништво од 15 до 17 година                                                            | 11060    |
| 33  | Женско становништво од 15 до 17 година                                                           | 10761    |
| 34  | Становништво од 18 до 24 године                                                                  | 45045    |
| 35  | Мушко становништво од 18 до 24 године                                                            | 21535    |
| 36  | Женско становништво од 18 до 24 године                                                           | 23510    |
| 37  | Женско становништво од 15 до 49 година                                                           | 112815   |
| 38  | Становништво са 60 и више година                                                                 | 16703    |
| 39  | Мушко становништво са 60 и више година                                                           | 8060     |
| 40  | Женско становништво са 60 и више година                                                          | 8643     |
| 41  | Однос између мушкараца и жена                                                                    | 98.71    |
| 42  | Становништво од нуле до 14 година                                                                | 146521   |
| 43  | Становништво од 15 до 64 године                                                                  | 246789   |
| 44  | Становништво од 65 година и више                                                                 | 10735    |
| 45  | Просечан број деце                                                                               | 2.16     |
| 46  | Становништво рођено у ентитету                                                                   | 340780   |
| 47  | Мушко становништво рођено у ентитету                                                             | 168671   |
| 48  | Женско становништво рођено у ентитету                                                            | 172109   |
| 49  | Становништво рођено у другом ентитету                                                            | 59705    |
| 50  | Мушко становништво рођено у другом ентитету                                                      | 30204    |
| 51  | Женско становништво рођено у другом ентитету                                                     | 29501    |
| 52  | Становништво од 5 година и више резидентно у ентитету у јуну 2005. године                        | 333148   |
| 53  | Мушко становништво старосног доба од 5 година и више, резидентно у ентитету у јуну 2005. године  | 164142   |
| 54  | Женско становништво старосног доба од 5 и више година, резидентно у ентитету у јуну 2005. године | 169006   |
| 55  | Становништво од 5 година и више које је живело у другом ентитету у јуну 2005. године             | 13757    |
| 56  | Мушко становништво старије од 5 година које је живело у другом ентитету у јуну 2005. године      | 6981     |
| 57  | Женско становништво старије од 5 година које је живело у другом ентитету у јуну 2005. године     | 6776     |
| 58  | Становништво од 3 године и више које говори аутохтони језик                                      | 2082     |
| 59  | Мушко становништво старо 3 године и више које говори аутохтони језик                             | 1080     |
| 60  | Женско становништво старо 3 године и више које говори аутохтони језик                            | 1002     |
| 61  | Становништво од 3 године и више које говори аутохтони језик и не говори шпански језик            | 13       |
| 62  | Мушко становништво старо 3 године и више које говори аутохтони језик и не говори шпански         | 5        |
| 63  | Женско становништво старо 3 године и више које говори аутохтони језик и не говори шпански језик  | 8        |
| 64  | Становништво старо 3 године и више које говори аутохтони језик и шпански                         | 1450     |
| 65  | Мушко становништво старо 3 године и више које говори аутохтони језик и шпански                   | 756      |
| 66  | Женско становништво старо 3 године и више које говори аутохтони језик и шпански                  | 694      |
| 67  | Становништво од 5 година и више које говори аутохтони језик                                      | 2035     |
| 68  | Становништво од 5 година и више које говори аутохтони језик и не говори шпански језик            | 6        |
| 69  | Становништво од 5 година и више које говори аутохтони језик и говори шпански језик               | 1441     |
| 70  | Становништво у домородачким домаћинствима                                                        | 4280     |
| 71  | Становништво са ограничењима у активностима                                                      | 10012    |
| 72  | Становништво са ограниченим ходањем или кретањем, горе или доле                                  | 5355     |
| 73  | Становници са ограничењима вида, чак и уз кориштење сочива                                       | 2325     |
| 74  | Становништво са ограничењима говора, комуникације или конверзације                               | 1060     |
| 75  | Становништво са ограниченим слухом                                                               | 892      |
| 76  | Становништво са ограничењима при одевању, купању или јелу                                        | 522      |
| 77  | Становништво са ограничењима у опажању или учењу једноставних ствари                             | 665      |
| 78  | Становништво са менталним ограничењима                                                           | 1113     |
| 79  | Становништво без ограничења активности                                                           | 391652   |
| 80  | Становништво од 3 до 5 година које не похађа школу                                               | 15478    |
| 81  | Мушко становништво од 3 до 5 година које не похађа школу                                         | 7988     |
| 82  | Женско становништво од 3 до 5 година које не похађа школу                                        | 7490     |
| 83  | Становништво од 6 до 11 година које не похађа школу                                              | 2122     |
| 84  | Мушко становништво од 6 до 11 година које не похађа школу                                        | 1136     |
| 85  | Женско становништво од 6 до 11 година које не похађа школу                                       | 986      |
| 86  | Становништво од 12 до 14 година које не похађа школу                                             | 2507     |
| 87  | Мушко становништво од 12 до 14 година које не похађа школу                                       | 1355     |
| 88  | Женско становништво од 12 до 14 година које не похађа школу                                      | 1152     |
| 89  | Становништво од 15 до 17 година похађа школу                                                     | 13217    |
| 90  | Мушко становништво од 15 до 17 година похађа школу                                               | 6597     |
| 91  | Женско становништво између 15 и 17 година живота у школи                                         | 6620     |
| 92  | Становништво од 18 до 24 године похађа школу                                                     | 8586     |
| 93  | Мушко становништво од 18 до 24 године похађа школу                                               | 4342     |
| 94  | Женско становништво од 18 до 24 године похађа школу                                              | 4244     |
| 95  | Становништво од 8 до 14 година које не може да чита и пише                                       | 1732     |
| 96  | Мушко становништво старосног доба од 8 до 14 година које не може да чита и пише                  | 1004     |
| 97  | Женско становништво старосног доби од 8 до 14 година које не може да чита и пише                 | 728      |
| 98  | Становништво од 15 година и више које је неписмено                                               | 6573     |
| 99  | Мушко становништво од 15 година и више које је неписмено                                         | 3104     |
| 100 | Женско становништво од 15 година и више које је неписмено                                        | 3469     |
| 101 | Становништво старо 15 и више година без школовања                                                | 8615     |
| 102 | Мушко становништво старо 15 и више година без школовања                                          | 4218     |
| 103 | Женско становништво старо 15 и више година без школовања                                         | 4397     |
| 104 | Становништво старосног доба 15 и више година са непотпуним основним образовањем                  | 23736    |
| 105 | Мушко становништво старосног доба од 15 година и више са непотпуном основним образовањем         | 10966    |
| 106 | Женско становништво старосног доба 15 и више година са непотпуном основним образовањем           | 12770    |
| 107 | Становништво старо 15 и више година са комплетним основним образовањем                           | 43706    |
| 108 | Мушко становништво старо 15 година и више са комплетним основним образовањем                     | 19457    |
| 109 | Женско становништво старо 15 и више година са комплетним основним образовањем                    | 24249    |
| 110 | Становништво старосног доба 15 и више година са непотпуним средњим образовањем                   | 16696    |
| 111 | Мушко становништво старосног доба од 15 година и више са непотпуним средњим образовањем          | 9042     |
| 112 | Женско становништво старосног доба од 15 година и више са непотпуним средњим образовањем         | 7654     |
| 113 | Становништво старо 15 и више година са пуним секундарном образовањем                             | 71352    |
| 114 | Мушко становништво старосног доба од 15 година и више са пуним секундарном образовањем           | 35177    |
| 115 | Женско становништво старосног доба од 15 година и више са пуним секундарном образовањем          | 36175    |
| 116 | Становништво старије од 18 година са постосновним образовањем                                    | 85652    |
| 117 | Мушко становништво старије од 18 година са постосновним образовањем                              | 43825    |
| 118 | Женско становништво старије од 18 година са постосновним образовањем                             | 41827    |
| 119 | Просечна оцена школовања                                                                         | 9.05     |
| 120 | Просечан ниво образовања мушке популације                                                        | 9.22     |
| 121 | Просечан ниво образовања женског становништва                                                    | 8.9      |
| 122 | Економски активно становништво                                                                   | 165648   |
| 123 | Економски активна мушка популација                                                               | 110321   |
| 124 | Економски активна женска популација                                                              | 55327    |
| 125 | Становништво које није економски активно                                                         | 114681   |
| 126 | Мушко становништво које није економски активно                                                   | 27295    |
| 127 | Женско становништво које није економски активно                                                  | 87386    |
| 128 | Запослено становништво                                                                           | 159215   |
| 129 | Запослено мушко становништво                                                                     | 105387   |
| 130 | Запослено женско становништво                                                                    | 53828    |
| 131 | Незапослена популација                                                                           | 6433     |
| 132 | Незапослена мушка популација                                                                     | 4934     |
| 133 | Незапослена женска популација                                                                    | 1499     |
| 134 | Становништво без права на здравствене услуге                                                     | 130307   |
| 135 | Становништво које има право на здравствене услуге                                                | 273125   |
| 136 | Становништво које има право на ИМСС                                                              | 226384   |
| 137 | Становништво које има право на социјално осигурање                                               | 6928     |
| 138 | Становништво које има право на државно социјално осигурање                                       | 297      |
| 139 | Становништво које има право на опште осигурање или здравствено осигурање за нову генерацију      | 30168    |
| 140 | Становништво које је било једном или није било у браку током 12 година и више                    | 86609    |
| 141 | Венчано или уједињено становништво од 12 година и више                                           | 175657   |
| 142 | Становништво које је било у браку или уједињено 12 година и више                                 | 18666    |
| 143 | Становништво са католичком религијом                                                             | 373747   |
| 144 | Протестанти, еванђелисти и библијски следбеници различити од еванђелиста                         | 19506    |
| 145 | Становништво са другим религијама различитим од претходних                                       | 386      |
| 146 | Становништво без религије                                                                        | 7426     |
| 147 | Укупно пописаних домаћинства                                                                     | 101811   |
| 148 | Пописна домаћинства на челу са мушкарцима                                                        | 83230    |
| 149 | Пописна домаћинства на челу са женама                                                            | 18581    |
| 150 | Становништво у пописним домаћинствима                                                            | 403846   |
| 151 | Становништво у пописним домаћинствима на челу са мушкарцима                                      | 339507   |
| 152 | Становништво у пописним домаћинствима на челу са женама                                          | 64339    |
| 153 | Укупно домаћинстава                                                                              | 171729   |
| 154 | Укупно насељених домаћинстава                                                                    | 105973   |
| 155 | Укупно приватних кућа                                                                            | 167567   |
| 156 | Насељени приватни домови                                                                         | 101811   |
| 157 | Укупно насељених приватних кућа                                                                  | 105954   |
| 158 | Ненасељене приватне куће                                                                         | 57151    |
| 159 | Појединачна домаћинства за привремену употребу                                                   | 8605     |
| 160 | Становници у насељеним приватним кућама                                                          | 403846   |
| 161 | Насељеност станара у приватним становима                                                         | 3.97     |
| 162 | Просечно становника по соби у приватним насељеним домаћинствима                                  | 1.13     |
| 163 | Појединачна домаћинства са подовима од различитих материјала од земље                            | 98877    |
| 164 | Појединачна домаћинства у приземљу                                                               | 2454     |
| 165 | Појединачна домаћинства са једном спаваћом собом                                                 | 28796    |
| 166 | Појединачна домаћинства са две спаваће собе и више                                               | 72677    |
| 167 | Појединачна домаћинства са једним собом                                                          | 3187     |
| 168 | Појединачна домаћинства са две собе                                                              | 16579    |
| 169 | Појединачна домаћинства са 3 собе и више                                                         | 81537    |
| 170 | Појединачна домаћинства која имају електрично светло                                             | 101338   |
| 171 | Појединачна домаћинства која немају електрично светло                                            | 277      |
| 172 | Појединачна домаћинства која имају водоводну воду у стамбеном простору                           | 98276    |
| 173 | Појединачна домаћинства која немају водоводну воду у стамбеном простору                          | 3138     |
| 174 | Појединачна домаћинства која имају тоалет                                                        | 100920   |
| 175 | Појединачна домаћинства која имају канализацију                                                  | 100665   |
| 176 | Појединачна домаћинства која немају канализацију                                                 | 641      |
| 177 | Појединачна домаћинства која имају електрично светло, довод воде из јавне мреже и канализацију   | 97603    |
| 178 | Појединачна домаћинства без икаквих услова                                                       | 200      |
| 179 | Појединачна домаћинства која имају радио                                                         | 88067    |
| 180 | Појединачна домаћинства која имају телевизор                                                     | 99973    |
| 181 | Појединачна домаћинства која имају фрижидер                                                      | 94984    |
| 182 | Појединачна домаћинства која имају машину за веш                                                 | 81012    |
| 183 | Појединачна домаћинства која имају аутомобил или комби                                           | 54075    |
| 184 | Појединачна домаћинства која имају рачунар                                                       | 32939    |
| 185 | Појединачна домаћинства која имају фиксну телефонску линију                                      | 44227    |
| 186 | Појединачна домаћинства која имају мобилни телефон                                               | 87365    |
| 187 | Појединачна домаћинства која имају приступ интернету                                             | 21866    |